# Turtmannhütte
La Turtmannhütte (2.519 m s.l.m. - in francese Cabane de Tourtemagne) è un rifugio alpino svizzero collocato nella Turtmanntal nelle Alpi Pennine.

## Storia
Il rifugio è stato costruito nel 1928 con la capacità ricettiva di trenta posti. Nel 1977 il rifugio è stato ingrandito e modernizzato. Un nuovo ampliamento è avvenuto nel 2001

## Accesso
Si sale la Turtmanntal fino a Gruben. Di qui il rifugio è raggiungibile in circa 2 ore.

## Ascensioni
- Bishorn - 4.153 m
- Brunegghorn - 3.833 m
- Barrhorn - 3.610 m

## Traversate
- Cabane de Tracuit - 3.256 m